# 赤のカイン
『赤のカイン』（あかのカイン）は、上野すばるによる日本の漫画作品。
『なかよし』（講談社）1994年4月号、8月号、12月号、1995年4月号、8月号、12月号、『なかぞう』1996年4月号増刊にて連載された。

## 解説
血を思わせる赤い髪と瞳を持つ男・カインが、生気（オーラ）を吸い取る代わりに人々の願いをかなえる内容を描いた漫画作品。

## 書誌情報
- 赤のカイン 1（1995年2月6日発行） ISBN 978-4-06-178798-8
- 赤のカイン 2（1996年8月6日発行） ISBN 978-4-06-178840-4